# Creature from the Black Lagoon
Creature from the Black Lagoon is een Amerikaanse horrorfilm uit 1954 onder regie van Jack Arnold. In Nederland werd de film destijds uitgebracht onder de titel Het monster van de Amazone.
De film was oorspronkelijk stereoscopisch. De film kreeg twee vervolgen, Revenge of the Creature (1955) en The Creature Walks Among Us (1956).

## Verhaal
Een geologische expeditie in het Amazoneregenwoud levert fossiele bewijzen op van een link tussen land- en zeedieren. Het fossiel is van een hand met zwemvliezen eraan. Expeditieleider Dr. Carl Maia bezoekt zijn vriend Dr. David Reed, een ichtyoloog die werkt voor een zeeleveninstituut. Reed haalt de sponsor van het onderzoeksinstituut over nog een expeditie op touw te zetten om de rest van het skelet te vinden. De nieuwe ploeg bestaat uit David, Maia, Williams, Reeds vriendin Kay Lawrence en een andere wetenschapper genaamd Dr. Thompson. Wanneer ze aankomen in Dr. Maia's kamp blijkt de hele equipe aldaar te zijn vermoord. Lucas denkt dat een jaguar de schuldige is, maar de anderen twijfelen hieraan.
Een onderzoek in het gebied waar Maia de fossiele hand vond levert niets op. Mark staat op het punt het op te geven, wanneer David met de suggestie komt dat het geraamte misschien in de rivier is beland en verder stroomafwaarts ligt. De rivier mondt uit bij een lagune, een paradijs waarvan nog nooit iemand is teruggekeerd. De wetenschappers besluiten het erop te wagen. Ze weten niet dat ze worden bespied door een vreemd wezen. Hij heeft Dr. Maia's ploeg gedood en heeft een oogje op Kay. Hij volgt de groep naar de lagune. Daar maakt hij zich bekend aan de expeditieleden.
Ontmoetingen met het wezen resulteren in de dood van twee van Lucas' groepsgenoten. Uiteindelijk wordt het monster gevangen en in een kooi gestopt. Die nacht weet hij uit te breken en valt Dr. Thompson aan. Kay verdrijft het monster met een lantaarn. Na dit incident besluit de groep zo snel mogelijk te vertrekken, maar het wezen is nog niet klaar met hen. Hij verspert hen de weg met wat boomstammen, en doodt Mark. Het monster ontvoert Kay en neemt haar mee naar zijn grot. David, Lucas en Dr. Maia zetten de achtervolging in. Uiteindelijk weten ze Kay te redden en doorzeven het monster met kogels. Hij valt in het water en zinkt naar de bodem.

## Rolverdeling
| Acteur             | Personage                                       |
| ------------------ | ----------------------------------------------- |
| Richard Carlson    | Dr. David Reed                                  |
| Julie Adams        | Kay Lawrence (als Julia Adams)                  |
| Richard Denning    | Mark Williams                                   |
| Antonio Moreno     | Carl Maia                                       |
| Nestor Paiva       | Lucas                                           |
| Whit Bissell       | Dr. Edwin Thompson                              |
| Bernie Gozier      | Zee                                             |
| Henry A. Escalante | Chico                                           |
| Ricou Browning     | Gill-man (Kieuwenman) (onder water) (onvermeld) |
| Ben Chepman        | Gill-man (Kieuwenman) (aan land) (onvermeld)    |

## Achtergrond

### Productie
Volgens producent William Alland kwam het idee achter de film oorspronkelijk van een Braziliaanse filmregisseur die hij had ontmoet in het huis van Orson Welles. De naamloze man sprak over een vriend die was verdwenen in de Amazone toen hij een documentaire maakte over vismensen.
Het ontwerp van het monster was afkomstig van Disneytekenaar Millicent Patrick, hoewel haar rol in het geheel werd overschaduwd door de grimeur Bud Westmore, die lange tijd als enige krediet kreeg voor het bedenken van het wezen.
De onderwaterscènes werden gefilmd in Wakulla Springs in het noorden van Florida.

### Roman
De film werd in 1977 verwerkt tot een roman door auteur Ramsey Campbell onder het pseudoniem van "Carl Dreadstone". Dit als onderdeel van een kortlopende serie romans gebaseerd op horrorfilms. In de roman heeft het wezen een heel andere oorsprong. Ook is hij veel groter in het verhaal.

### Vervolg
In 1982 had John Landis plannen om een nieuwe versie van de film te laten maken. Nigel Kneale zou het scenario schrijven. Deze plannen werden echter verworpen.
In 2001, na het succes van The Mummy en The Mummy Returns, kwamen er opnieuw plannen voor een nieuwe verise. In oktober 2005 tekende Breck Eisner als regisseur voor de versie. De film stond op stapel voor 2008, maar liep vertraging op door een staking van de Writers Guild of America en werd nadien steeds verder uitgesteld.